# سد داشبدايرا
سد داشيدايرا هو سد جاذبية يقع في محافظة توياما في اليابان. يستخدم السد لإنتاج الطاقة. تبلغ مساحة مستجمعات المياه في السد 461.2 كيلومترًا مربعًا. يحجز السد حوالي 35 هكتارًا من الأرض عندما يمتلئ ويمكنه تخزين 9010 ألف متر مكعب من المياه. بدأ بناء السد في عام 1980 واكتمل في عام 1985.